# Fuchskaute
Fuchskaute es un estratovolcán muy erosionado y derruido que se sitúa en Westerwald, Alemania. Es el volcán más alto de Westerwald. Sus coordenadas son estas:  50.662596°   8.112150°